# Autisme Info Service
Autisme Info Service est un service de plateforme créé en 2019 ayant pour objet l'écoute et l’information sur les questions relatives à l’autisme en France. Cette plateforme a pour objet de permettre au public concerné d’obtenir des renseignements ou de se faire accompagner. Elle est portée par une association éponyme. Ses financements résultent pour les trois quarts de sources privées, et pour un quart de fonds publics.

## Historique

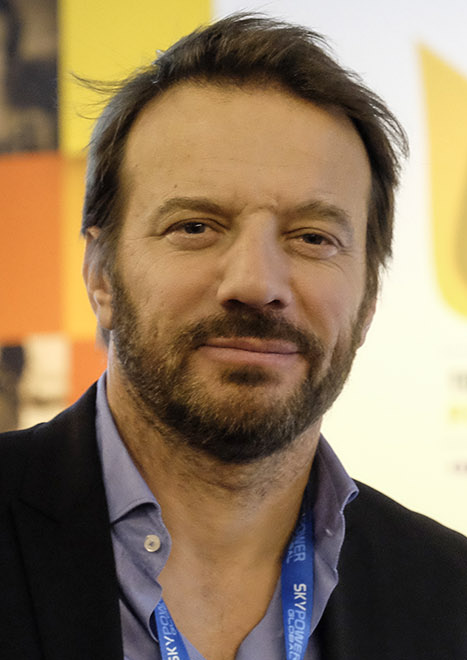
Samuel Le Bihan.

C'est d'abord l’association Autisme Info Service qui est fondée en janvier 2018 par Florent Chapel, publicitaire et père d'un garçon autiste, militant associatif et ancien président du Collectif Autisme, et Samuel Le Bihan, comédien et père d’une fille autiste,,.
La plateforme d’écoute à l'accès gratuit est lancée le 2 avril 2019, à l’occasion de la Journée mondiale de sensibilisation à l’autisme et en présence de la secrétaire d'État chargée des Personnes handicapées Sophie Cluzel.

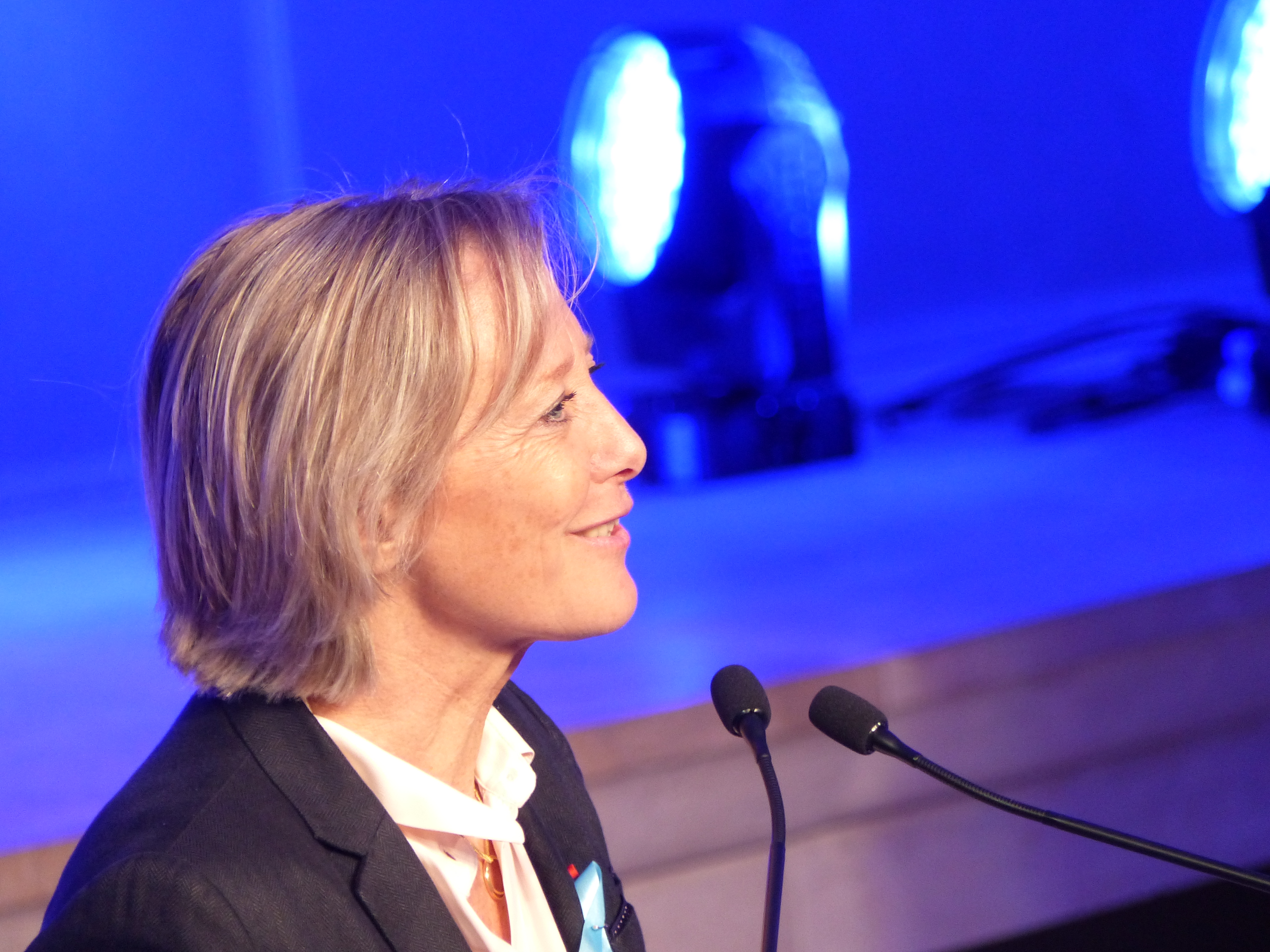
Sophie Cluzel, secrétaire d'État aux Personnes handicapées.

Selon une déclaration officielle publiée sur le site du secrétariat d'État chargé des personnes handicapées, les capacités de réponse seront  doublées dès le 20 mars 2020, grâce à l'apport des équipes du Centre Ressources Autisme d’Île-de-France (CRAIF) et du Groupement national des centres de ressources autisme qui comprend des personnels qualifiés dont des psychologues, des médecins et des assistants sociaux compétents dans le domaine de l'autisme,.
Le 2 avril 2020, à l'occasion d'une nouvelle journée mondiale de sensibilisation à l'autisme tombant pendant la période de confinement dû à la pandémie de Covid-19, le président de la République Emmanuel Macron appelle le public concerné par l’autisme, lors d'une allocution officielle filmée, à prendre contact avec la plateforme d'Autisme Info Service,. Pendant cette période de confinement, le nombre d'appels sur la plateforme est multiplié par quatre,.
D'après la journaliste Emmanuelle Dal'Secco de Handicap.fr, le lancement d'Autisme Info Service a bénéficié d'un grand renfort de communication, avec « une centaine d'articles dans les médias ». L'enquête de Yanous souligne le fait que cette plate-forme soit citée « sur de multiples sites gouvernementaux et jusqu’à celui de la Présidence de la République. Une énorme visibilité qui a engendré une très large couverture médiatique, presque digne des plus grandes réformes de la Ve République ».

## Mission
Autisme Info Service est un service de plateforme créé en 2019 ayant pour objet l'écoute et d’information sur les questions relatives à l’autisme en France,,. Le but affiché de la plateforme d’écoute est d'améliorer les capacités de dépistage et d’accompagnement des publics concernés. Santé Magazine rapporte que chaque personne accueillie doit trouver « des réponses à ses questions sur le dépistage, le diagnostic, les différentes thérapies, la scolarité, les droits des patients, ainsi que des adresses d’établissements d’accueil, d’associations, de centres culturels et sportifs accueillant des personnes autistes ».

## Organisation de l'association

### Actions
L’association fait réaliser en février 2019 un sondage qui montre que plus de la moitié des personnes concernées manquent d’informations. 38 % d’entre elles ont attendu plus d’un an avant d’être dirigées vers un dispositif d’accompagnement,. Pour 46 %, il a fallu attendre plus de six mois avant de trouver un professionnel de santé.
Selon le site du mensuel Sciences et Avenir qui reprend également les chiffres du sondage réalisé par le cabinet d’études Occurrence pour le compte de cette association, 97 % des personnes concernées par l'autisme disent avoir besoin de conseils et 78 % de ces personnes ont été confrontées à une situation où elles n'ont pas trouvé les informations relatives à l'accompagnement de leur proche autiste.
58 % des appels concernent les diagnostics, l'éducation et l'accompagnement, souvent pour des problématiques complexes nécessitant plus de quinze minutes d'échanges. En novembre 2020, 18 mois après le lancement de la plate-forme, Florent Chapel déclare que 95 % des appelants sont satisfaits ; il existe aussi des avis de parents en sens contraire.

### Financement et moyens
L’association, et donc la plateforme d'écoute, est financée par des fonds privés et publics. D'après l'enquête de Yanous, le financement d'AIS est privé pour plus d’un million d’euros donnés par les fondations Bettencourt-Schueller, Michelin, et Orange. Le reste du financement est public, avec 200 000 € issus de la Caisse nationale de solidarité pour l'autonomie, et 80 000 € fournis par la Région Île-de-France. En 2019, dans un rapport parlementaire, les dirigeants d'AIS déclarent vouloir « fonctionner avec un financement 100 % public, compte tenu de la mission de l’association et de son périmètre qui se veut national ».
Elle salarie en 2020 quatre personnes à plein temps : sa déléguée générale et trois écoutants opérant les jours de semaine.

### Partenaires
Un comité interassociatif, regroupant notamment l’Unapei, l’Association francophone de femmes autistes, Autistes sans frontières, Agir et vivre l’autisme, Groupe SOS solidarités, la Fondation autisme et la Croix-Rouge sont également partenaire de cette association dans sa mission d'information,
Sophie Biette, présidente de l'Adapei Loire-Atlantique et administratrice référente autisme à l'Unapei, déclare soutenir l'initiative et avoir rédigé quelques fiches pour Autisme Info Service ; elle est également membre du comité inter-associatif d'Autisme Info Service.
L'absence de deux importantes associations du domaine de l'autisme, Sésame Autisme et Autisme France, a été soulignée,.

## Critiques
L'Association Autisme France se montre critique dès le lancement d'AIS, soulevant des interrogations éthiques et déontologiques, ainsi que des risques de conflits d'intérêts. Alors que le dispositif de la plateforme a été renforcé pendant le confinement de 2020 par le secrétariat d’État aux Personnes handicapées, la présidente de l’association Autisme France Danièle Langloys s’interroge : « Cette plateforme téléphonique peut soutenir ou apporter de l’aide mais comment trouver quelqu’un en visio pour rassurer une personne autiste ? Ce n’est pas Autisme Info Service qui peut faire cela. » Par ailleurs, la secrétaire générale du Collectif pour la liberté d’expression des autistes Mélodie Bourger souligne que les adhérents autistes de son association utilisent peu la plateforme.
Le philosophe et sociologue Josef Schovanec, lui-même autiste, estime que la création d'Autisme Info Service vise à affaiblir les grandes associations traditionnelles du domaine de l'autisme en France, qui disposent de leurs propres lignes de contact, dans le cadre de la politique handicap de Sophie Cluzel, consistant en une « création d'instances officielles dépendant directement du ministère et destinées à se substituer aux associations ». Il pose également la question de l'accès aux données nominatives collectées par ce service, et de l'usage qui en est fait.
En novembre 2020, le bimensuel Yanous publie une enquête critique à propos d'AIS, en concluant qu'« un an et demi après son lancement en fanfare, la plateforme Autisme Info Service demeure pauvre en informations en ligne et ses conseils téléphoniques apparaissent peu pertinents ». Le site souligne aussi « un domaine où l’association support excelle déjà, la médiatisation : avec un spécialiste de la communication à sa tête et une journaliste de France Télévision au conseil d’administration, c’est le moins qu’elle puisse faire, mais cela n’améliore guère le quotidien des personnes autistes et leurs familles ». L'enquête de la journaliste Emmanuelle Dal'Secco, pour handicap.fr, conclut en questionnant : « Les résultats sont-ils, pour le moment, à la hauteur de la promesse initiale et des fonds investis ? ».